# Melchior Eckhart
Melchior Eckhart (auch: Melchior Eccardus, * 18. Oktober 1555 in Chemnitz; † 20. Januar 1616 in Oels) war ein deutscher evangelischer Theologe.

## Leben
Aus einfachen Verhältnissen stammend, besuchte Melchior Eckhart die kurfürstliche Landesschule Pforta. Er erhielt ein kurfürstliches Stipendium und immatrikulierte sich 1573 an der Universität Leipzig. Nach philosophischen Studien begann er ein theologisches Studium, welches er an der Universität Wittenberg beendete. 1578 wurde er Privatlehrer in Görlitz, ein Jahr später ging er als Lehrer nach Lauban, wo er 1580 Rektor der Stadtschule wurde.
Sein Schwiegervater Siegmund Suevus riet ihm 1584, nach Breslau zu gehen; er wurde dort zum Pfarrer in Domatschine bei Oels berufen und am 12. April 1585 in Liegnitz ordiniert. Auch gefördert durch private Verbindungen, erhielt er auf Wunsch des Herzogs von Oels, Karl II., 1586 ein Pfarramt an der Schlosskirche und übernahm 1593 das Amt des Superintendenten des Fürstentums.
Aus den konfessionellen Streitigkeiten seiner Zeit hielt Melchior Eckhart sich heraus und suchte einen mittelnden Kurs in der Kirchenpolitik zu halten. In seiner kirchlichen Tätigkeit stellte er die Priesterkonvente her, orientierte diese an Philipp Melanchthons Loci Communes und hob damit die Ausbildung der Geistlichen in seinem Amtsbereich. Ebenfalls beteiligte er sich an der Gründung einer Kirchenbibliothek, gestaltete das Schulwesen und verfasste gelegentliche Advents- und Passionsandachten.

## Werkauswahl
- Erklärung der 7 Bußpsalmen in 37 Predigten, 1597
- Beicht und Betbuch, 1599